# Andreas Mies
Andreas Mies, född 21 augusti 1990 i Köln, är en tysk tennisspelare som främst tävlar i dubbel.
Han är en tvåfaldig Grand Slam-mästare efter att ha vunnit dubbeln i Franska öppna både 2019 och 2020 tillsammans med dubbelpartnern Kevin Krawietz. De var även semifinalister vid US Open 2019.
Mies har som högst varit rankad på 8:e plats på ATP-dubbelrankingen, vilket han nådde i november 2019. Mies har vunnit fem dubbeltitlar på ATP-touren. Han har studerat vid Auburn University och spelat collegetennis för dess idrottssektion Auburn Tigers. Sedan 2019 har Mies tävlat för Tyskland i Davis Cup.

## Karriär

### 2019: 3 titlar på ATP-touren och mästare i Franska öppna
I februari 2019 tog Mies sin första dubbeltitel på ATP-touren tillsammans med Kevin Krawietz vid New York Open efter att ha besegrat mexikanska Santiago González och pakistanska Aisam-ul-Haq Qureshi i finalen. I juni 2019 vann Mies och Krawietz som oseedade dubbeltiteln vid Franska öppna 2019 efter att ha besegrat den franska duon Jérémy Chardy och Fabrice Martin i finalen. I oktober 2019 tog de sin tredje titel tillsammans vid belgiska European Open efter att ha besegrat amerikanska Rajeev Ram och brittiska Joe Salisbury i finalen.

### 2020: Försvarar sin titel i Franska öppna
I oktober 2020 försvarade Mies och Krawietz sin dubbeltitel vid Franska öppna 2020, där de besegrade kroatiska Mate Pavić och brasilianska Bruno Soares i två raka set i finalen. Samma månad nådde de även final vid Bett1Hulks Championship i Köln, där det dock blev förlust mot sydafrikanska Raven Klaasen och japanska Ben McLachlan.

### 2021: Knäoperation
Mies missade större delen av 2021 på grund av en knäoperation.

### 2022: 2 nya titlar på ATP-touren
I april 2022 vann Mies och Kevin Krawietz dubbeltiteln vid Barcelona Open Banc Sabadell 2022 efter att ha besegrat nederländska Wesley Koolhof och brittiska Neal Skupski i finalen. Följande månad vann de även BMW Open efter att ha besegrat brasilianska Rafael Matos och spanska David Vega Hernández i finalen.

## Finaler på ATP-touren

### Dubbel: 7 (6 titlar, 1 andraplats)
| Teckenförklaring       |
| ---------------------- |
| Grand Slam (2–0)       |
| ATP Finals (0–0)       |
| ATP Masters 1000 (0–0) |
| ATP 500 Series (1–0)   |
| ATP 250 Series (3–1)   |

| Finaler efter underlag |
| ---------------------- |
| Hard court (2–1)       |
| Grus (4–0)             |
| Gräs (0–0)             |

| Resultat | V–F | Datum         | Turnering                         | Kategori   | Underlag       | Medspelare     | Motståndare                            | Resultat                   |
| -------- | --- | ------------- | --------------------------------- | ---------- | -------------- | -------------- | -------------------------------------- | -------------------------- |
| Vinnare  | 1–0 | Februari 2019 | New York Open, USA                | 250 Series | Hard court (i) | Kevin Krawietz | Santiago González Aisam-ul-Haq Qureshi | 6–4, 7–5                   |
| Vinnare  | 2–0 | Juni 2019     | Franska öppna, Frankrike          | Grand Slam | Grus           | Kevin Krawietz | Jérémy Chardy Fabrice Martin           | 6–2, 7–6(7–3)              |
| Vinnare  | 3–0 | Oktober 2019  | European Open, Belgien            | 250 Series | Hard court (i) | Kevin Krawietz | Rajeev Ram Joe Salisbury               | 7–6(7–1), 6–3              |
| Vinnare  | 4–0 | Oktober 2020  | Franska öppna, Frankrike (2)      | Grand Slam | Grus           | Kevin Krawietz | Mate Pavić Bruno Soares                | 6–3, 7–5                   |
| Tvåa     | 4–1 | Oktober 2020  | Bett1Hulks Championship, Tyskland | 250 Series | Hard court (i) | Kevin Krawietz | Raven Klaasen Ben McLachlan            | 2–6, 4–6                   |
| Vinnare  | 5–1 | April 2022    | Barcelona Open, Spanien           | 500 Series | Grus           | Kevin Krawietz | Wesley Koolhof Neal Skupski            | 6–7(3–7), 7–6(7–5), [10–6] |
| Vinnare  | 6–1 | Maj 2022      | BMW Open, Tyskland                | 250 Series | Grus           | Kevin Krawietz | Rafael Matos David Vega Hernández      | 4–6, 6–4, [10–7]           |